# 42 Orionis
Désignations
42 Orionis (en abrégé 42 Ori), également désignée c Orionis, est une étoile triple de la constellation d'Orion. Elle est visible à l'œil nu avec une magnitude apparente combinée de 4,59. D'après la mesure de sa parallaxe annuelle par le satellite Hipparcos, le système se situe à approximativement 900 années-lumière de la Terre. Il s'éloigne du Système solaire à une vitesse radiale d'environ +28 km/s.
La composante primaire, désignée 42 Orionis Aa, est une étoile bleu-blanc de la séquence principale de type spectral B1V, environ 12 fois plus massive que le Soleil,. Elle est répertoriée comme une variable suspectée, mais l'étoile n'a pas montré de variation dans la photométrie du satellite Hipparcos. Elle possède un compagnon proche, 42 Orionis Ab, qui est une étoile de magnitude 6,3 observée à une séparation angulaire de 0,16 seconde d'arc en 2014. La période orbitale de cette binaire est estimée à 80,7 ans. La troisième étoile, 42 Orionis B, est une étoile de magnitude 7,5 située à une distance angulaire de 1,2 seconde d'arc de 42 Orionis A en 2021.
42 Orionis excite et illumine NGC 1977, une nébuleuse par réflexion située juste au nord de la grande nébuleuse d'Orion. Sept proplyds (c'est-à-dire de jeunes disques protoplanétaires en photo-évaporation) ont été découverts à proximité du système. Ils sont situés à des distance projetées allant de 0,04 à 0,27 pc (∼0,13 à 0,881 al) de l'étoile centrale et ce sont les premiers proplyds découverts autour d'une étoile de type B.